# Kanton Goderville
Kanton Goderville is een voormalig  kanton van het Franse departement Seine-Maritime. Het kanton maakte deel uit van het arrondissement Le Havre. Het werd opgeheven bij decreet van 27 februari 2014 met uitwerking in maart 2015.

## Gemeenten
Het kanton Goderville omvatte de volgende gemeenten:
- Angerville-Bailleul
- Annouville-Vilmesnil
- Auberville-la-Renault
- Bec-de-Mortagne
- Bénarville
- Bornambusc
- Bréauté
- Bretteville-du-Grand-Caux
- Daubeuf-Serville
- Écrainville
- Goderville (hoofdplaats)
- Gonfreville-Caillot
- Grainville-Ymauville
- Houquetot
- Manneville-la-Goupil
- Mentheville
- Saint-Maclou-la-Brière
- Saint-Sauveur-d'Émalleville
- Sausseuzemare-en-Caux
- Tocqueville-les-Murs
- Vattetot-sous-Beaumont
- Virville